# Bryan Magee
Pour les articles homonymes, voir Magee.
Bryan Edgar Magee (né le 12 avril 1930 à Hoxton et mort le 26 juillet 2019) est un philosophe britannique, également homme de radio et homme politique.
Il est député travailliste. Il est surtout connu pour être un vulgarisateur de la pensée philosophique.

## Publications
- Crucifixion and Other Poems, 1951, Fortune Press
- Go West, Young Man, Eyre And Spottiswoode, 1958, (OCLC 6884140)
- To Live in Danger, Hutchinson, 1960 (Random House  (ISBN 0-09-001700-5))
- The New Radicalism, Secker & Warburg, 1962, ASIN B0006D7RZW
- The Democratic Revolution, Bodley Head, 1964
- One in Twenty: A Study of Homosexuality in Men and Women, Stein and Day, 1966. (OCLC 654348375) (publié plus tard sous le titre de The Gays Among Us)
- The Television Interviewer, Macdonald, 1966, ASIN B0000CN1D4
- Modern British Philosophy, Secker and Warburg, 1971,  (ISBN 0-436-27104-4); Oxford University Press,  (ISBN 0-19-283047-3)
- Karl Popper, Penguin, 1973,  (ISBN 0-670-01967-4) (Viking Press,  (ISBN 0-670-41174-4); titré plus tard Philosophy and the Real World)
- Facing Death, William Kimber & Co Ltd, 1977,  (ISBN 0-7183-0135-8)
- Men of Ideas: Some Creators of Contemporary Philosophy, Oxford University Press, 1982 (réédité ; première publication 1978),  (ISBN 0-19-283034-1)
- Philosophy and the Real World: An Introduction to Karl Popper, Open Court Publishing, 1985,  (ISBN 0-87548-436-0) (titre original : Karl Popper)
- Aspects of Wagner, Secker and Warburg, 1968; 2e éd. révisée, Oxford University Press, 1988,  (ISBN 0-19-284012-6)
- On Blindness: Letters between Bryan Magee and Martin Milligan, Oxford University Press, 1996,  (ISBN 0-19-823543-7)
- The Philosophy of Schopenhauer, Oxford University Press, 1997 (réédité ; première publication 1983),  (ISBN 0-19-823722-7)
- Popper, Fontana Modern Masters, 1973, réédité en 1997,  (ISBN 0-00-686008-7)
- Confessions of a Philosopher, Random House, 1997, réédité en 1998,  (ISBN 0-375-50028-6)
- The Story of Thought: The Essential Guide to the History of Western Philosophy, The Quality Paperback Bookclub, 1998,  (ISBN 0-7894-4455-0)
- Sight Unseen, Phoenix House, 1998,  (ISBN 0-7538-0503-0)
- The Great Philosophers: An Introduction to Western Philosophy, Oxford University Press, 2000,  (ISBN 0-19-289322-X)
- Wagner and Philosophy, Penguin, 2001,  (ISBN 0-14-029519-4)
- The Story of Philosophy, Dorling Kindersley, 2001,  (ISBN 0-7894-7994-X)
- The Tristan Chord: Wagner and Philosophy, Owl Books, 2002 (réédité ; première publication en 2001),  (ISBN 0-8050-7189-X)
- Clouds of Glory, Pimlico, 2004,  (ISBN 0-7126-3560-2) – J. R. Ackerley Prize for Autobiography
- Growing up in a War, Pimlico, 2007,  (ISBN 1-84595-087-9)

### Publication en français
- Histoire illustrée de la philosophie, 239 p., Éditions Le Pré aux clercs, 2001 •  (ISBN 978-2-84228-120-5) / réédition : , 240 p., Éditions Le Pré aux clercs, 2013 •  (ISBN 978-2-84228-532-6)